# Campionati europei di ciclismo su pista 2020 - Inseguimento individuale maschile
L'inseguimento individuale maschile ai Campionati europei di ciclismo su pista 2020 si è svolta il 14 novembre 2020 presso il velodromo Kolodruma di Plovdiv, in Bulgaria.

## Podio
| Pos.    | Atleta         | Nazionalità |
| ------- | -------------- | ----------- |
| Oro     | Ivo Oliveira   | Portogallo  |
| Argento | Jonathan Milan | Italia      |
| Bronzo  | Lev Gonov      | Russia      |

## Risultati

### Qualificazioni
I migliori 2 tempi si qualificano alla finale per l'oro, il terzo e quarto tempo alla finale per il bronzo
| Posizione | Atleta              | Nazione     | Tempo    | Gap     | Note |
| --------- | ------------------- | ----------- | -------- | ------- | ---- |
| 1         | Jonathan Milan      | Italia      | 4:06.890 |         | Q    |
| 2         | Ivo Oliveira        | Portogallo  | 4:07.528 | +0.638  | Q    |
| 3         | Aleksandr Evtušenko | Russia      | 4:09.757 | +2.867  | q    |
| 4         | Lev Gonov           | Russia      | 4:11.940 | +5.050  | q    |
| 5         | Claudio Imhof       | Svizzera    | 4:12.626 | +5.735  |      |
| 6         | Mikhail Shemetau    | Bielorussia | 4:18.362 | +11.472 |      |
| 7         | Erik Martorell      | Spagna      | 4:18.998 | +12.108 |      |
| 8         | Daniel Crista       | Romania     | 4:19.686 | +12.796 |      |
| 9         | Dzianis Mazur       | Bielorussia | 4:20.609 | +13.718 |      |
| 10        | Iúri Leitão         | Portogallo  | 4:21.852 | +14.962 |      |
| 11        | Gidas Umbri         | Italia      | 4:23.783 | +16.893 |      |
| 12        | Vitaliy Hryniv      | Ucraina     | 4:29.127 | +22.236 |      |
| 13        | Jan Kraus           | Rep. Ceca   | 4:29.612 | +22.722 |      |
| 14        | Illia Klepikov      | Ucraina     | 4:30.003 | +23.113 |      |
| 15        | Vitālijs Korņilovs  | Lettonia    | 4:30.735 | +23.845 |      |
| 16        | Javier Serrano      | Spagna      | 4:30.799 | +23.909 |      |
| 17        | Štefan Michalička   | Slovacchia  | 4:38.983 | +32.093 |      |
| 18        | Martin Popov        | Bulgaria    | 4:41.784 | +34.894 |      |

### Finali
| Posizione            | Atleta              | Nazione    | Tempo    | Gap    |
| -------------------- | ------------------- | ---------- | -------- | ------ |
| Finale per l'Oro     |                     |            |          |        |
| 1                    | Ivo Oliveira        | Portogallo | 4:08.116 |        |
| 2                    | Jonathan Milan      | Italia     | 4:08.772 | +0.656 |
| Finale per il Bronzo |                     |            |          |        |
| 3                    | Lev Gonov           | Russia     | 4:07.720 |        |
| 4                    | Aleksandr Evtušenko | Russia     | 4:09.800 | +2.080 |